# Partido Liberal Progresista (Chile)
El Partido Liberal Progresista (PLP) fue un partido político chileno que surgió el 10 de diciembre de 1944 bajo el liderazgo de Gerardo Augusto Smitmans en Angol. Creado principalmente por diferencias electorales entre la directiva liberal y Smitmans.
Fue el único grupo que se separó del Partido Liberal después de 1932. Tuvo un programa de marcado énfasis regional. Para las elecciones presidenciales de 1946 apoyó a Fernando Alessandri. En 1951 presentó la precandidatura de Smitmans, pero terminó respaldando a Arturo Matte.
Al disolverse en 1953 sus miembros regresan al Partido Liberal.

## Resultados electorales

### Elecciones parlamentarias
|  | 2,17 % |

|  | 1,41 % |

|  | 2,40 % |

### Elecciones municipales
| Elección | Votos  | % de votos      | Regidores |
| -------- | ------ | --------------- | --------- |
| 1953     | 2379   | \| \| 0,31 % \| | 8/1548    |
|          | 0,31 % |                 |           |